# Фон-дю-Лак (річка)
Фон-дю-Лак (англ. Fond du Lac River) — річка у канадської провінції Саскачеван.

## Географія
Річка Фонд-дю-Лак знаходиться в північній частині провінції Саскачеван і є однією з річок системи річки Макензі, що впадає в Північний Льодовитий океан. Довжина річки становить 277 кілометрів, площа басейну 66800 км², а її середній стік дорівнює приблизно 300 м³/сек.
Річка бере початок на висоті 395 метрів над рівнем моря у затоці Каннінг озера Вулластон. Тече спочатку на північ, на висоті 393 метра перетинає озеро Хатчет, потім кілька разів змінює напрямок своєї течії (-> північний захід -> північ -> захід -> північний схід -> захід). На висоті 276 метрів впадає в північно-східну частину озера Блек-Лейк, залишає його поблизу селища Блек-Лейк, тече в північно-західному напрямку, поблизу селища Стоні-Рапідс повертає на захід. На висоті 202 метра впадає у східну частину озера Атабаска.

## Основні притоки
- Кри
- Чіпмен
- Саутер
- Уотерфаунд
- Хаурок
- Перч
- Поркьюпайн

На берегах річки проживають в основному індіанці народу дене.
У водах річки водиться судак, жовтий окунь, щука, форель, харіус, сиг і минь.